# Stary Bazanów
Stary Bazanów – wieś w Polsce położona w województwie lubelskim, w powiecie ryckim, w gminie Ryki.
W latach 1975–1998 miejscowość należała administracyjnie do ówczesnego województwa lubelskiego.
Wieś jest sołectwem w gminie Ryki. Według Narodowego Spisu Powszechnego z roku 2011 wieś liczyła 512 mieszkańców.
W latach 1983–1986 staraniem ks. Mariana Piotrowskiego wybudowano kościół, w 1991 erygowano parafię św. Maksymiliana Kolbego.

## Części wsi
| SIMC    | Nazwa    | Rodzaj    |
| ------- | -------- | --------- |
| 0390886 | Dołki    | część wsi |
| 0390892 | Niwka    | część wsi |
| 0390900 | Szczałba | część wsi |
| 0390917 | Zadole   | część wsi |

## Historia
Bazanów, dziś Nowy Bazanów i Stary Bazanów – wsie w gminie Ryki. Pierwsza informacja o Bazanowie wówczas nazywanego „Bazanov” pochodzi z roku 1564, była to wówczas wieś w starostwie stężyckim ówczesnego województwa sandomierskiego. W roku 1827 wieś rządowa Bazanów w parafii Nowodwór posiadała 61 domów i 379 mieszkańców. Słownik geograficzny Królestwa Polskiego z roku 1880 i 1900 wymienia już dwie wsie Bazanów Stary i Bazanów Nowy: 

Bazanów, wś i folw., pow. garwoliński, gm. i par. Ryki. W 1827 r. B. stanowił jeszcze jednę wieś i liczył 61 dom. i 379 mieszk.; obecnie rozdzielony na dwie odrębne 
części, oznaczone literami A. i B..

 W skorowidzu miejscowości z roku 1967 nazwy obu wsi występują jako Stary i Nowy Bazanów.